# Alstom Metropolis
Alstom Metropolis — серія електропотягів розроблений і виготовлений французьким виробником рухомого складу Alstom, призначена для мереж швидкісних перевезень або метро, з високою пропускною здатністю.
Потяги можуть курсувати в різних конфігураціях — від двох до десяти вагонів; з використанням пілотованих, так і для безпілотних операцій.
Було виготовлено понад 4000 вагонів Metropolis, ця серія, використовується 50 операторами, у різних країнах світу.

## Модельний ряд
- Сінгапур
  - Alstom Metropolis C751A
  - Alstom Metropolis C830
  - Alstom Metropolis C830C
  - Alstom Metropolis C751C
  - Alstom Metropolis C851E (from 2023 onwards)
- Польща
  - Alstom Metropolis 98B[pl]
- Барселона та Латинська Америка
  - Barcelona Metro 9000 Series
- Буенос-Айрес
  - Buenos Aires Underground 100 Series
  - Buenos Aires Underground 300 Series
- Париж
  - MP 89
  - MF 01 (MF 2000)
  - MP 05
  - MP 14
- Сантьяго
  - Acero Santiago:
    - NS 2002[es]

  - Neumatico Santiago:
    - NS 74[es]
    - NS 93
    - NS 2004[es]
- Будапешт
  - AM5-M2
  - AM4-M4
- Амстердам
  - M5 Series
- Сідней
  - Alstom Metropolis TS set

### Галерея

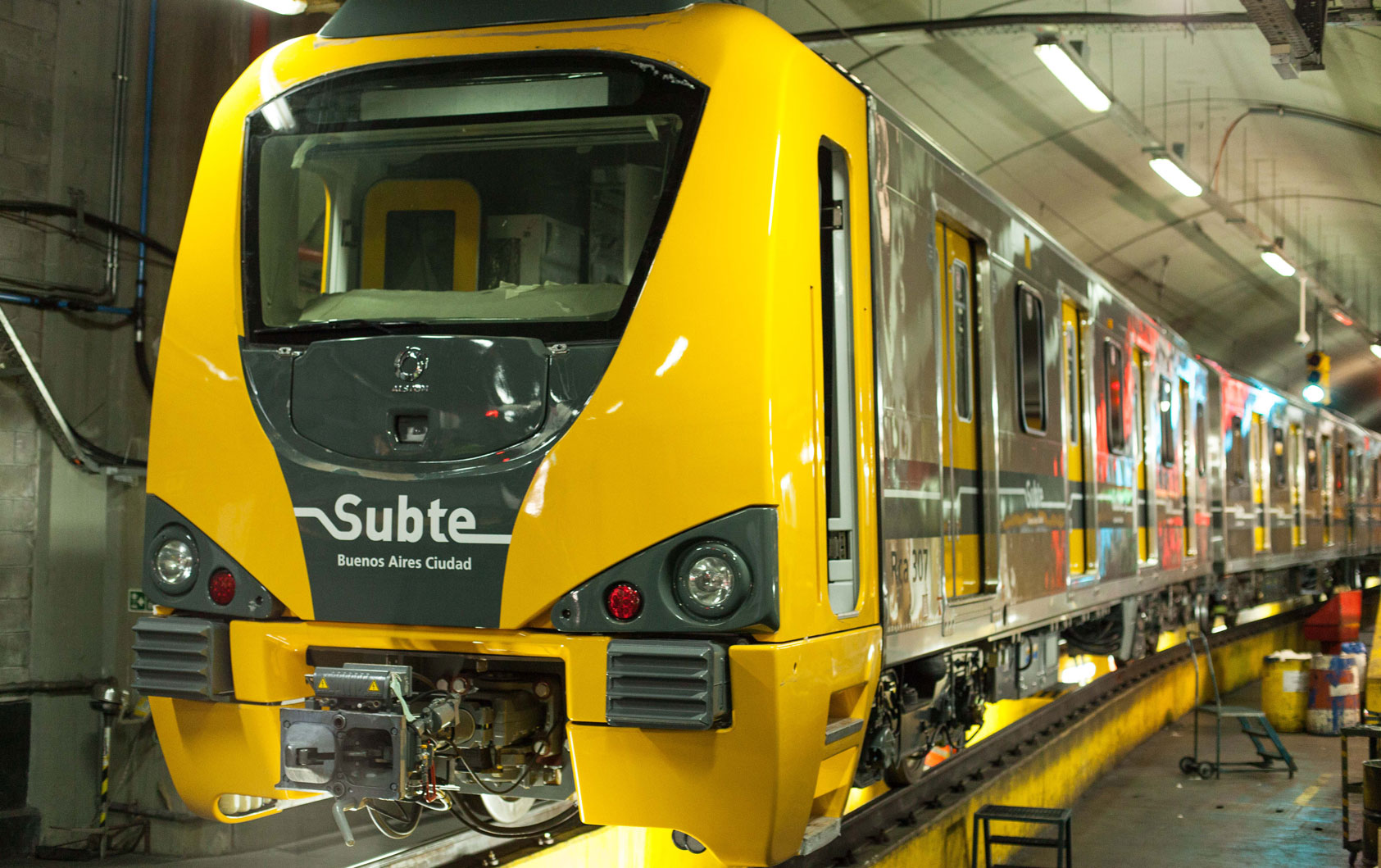
Buenos Aires Underground 300 Series
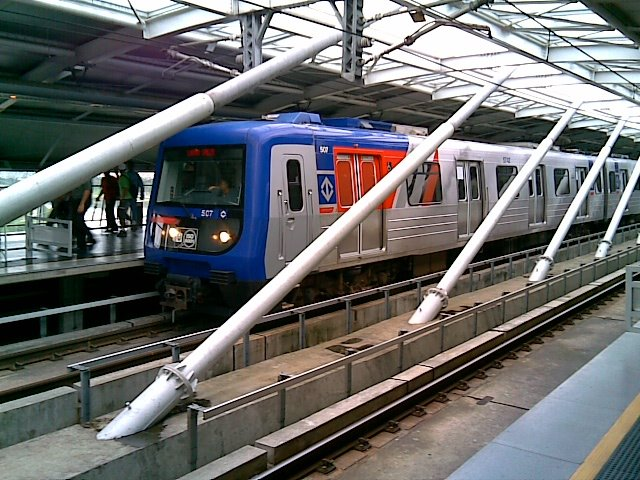
Alstom Metropolis на Лінії 5 метро Сан-Паулу
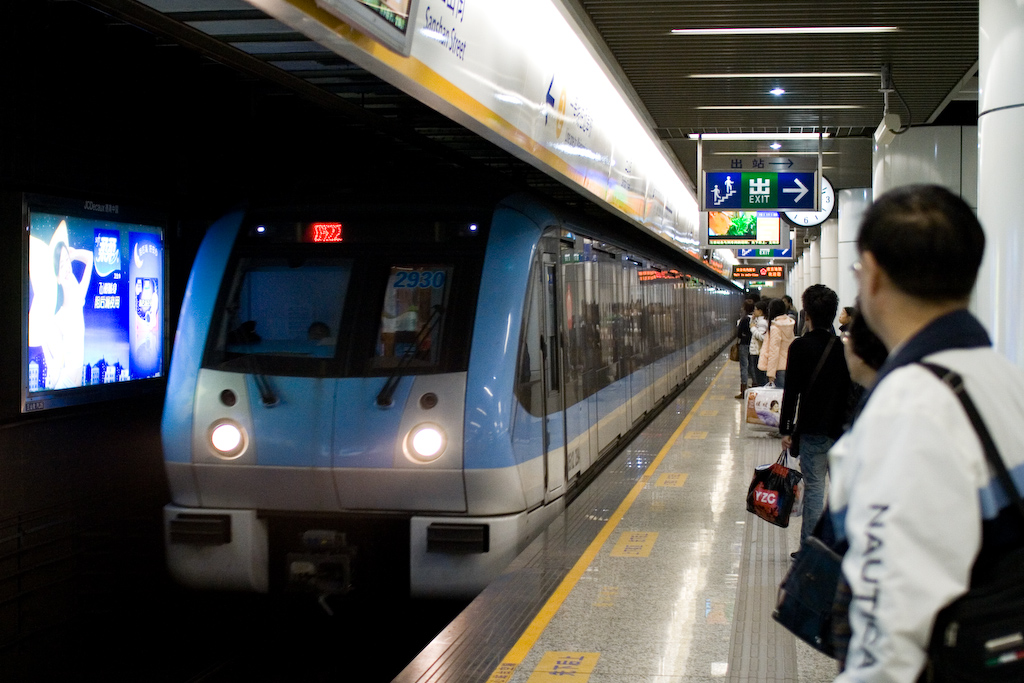
Alstom Metropolis у Нанкіні, China
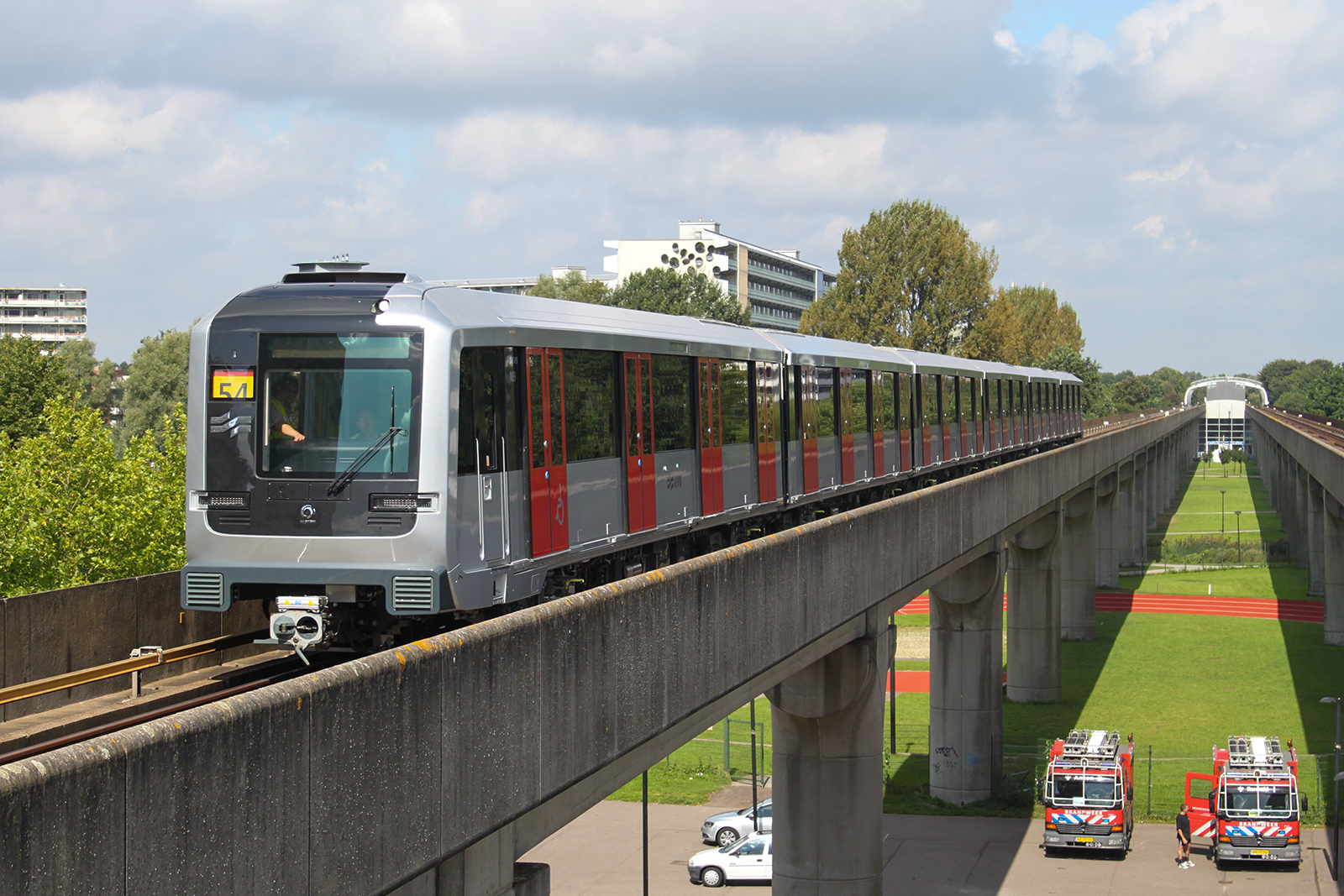
M5 (Alstom Metropolis) в Амстердамі
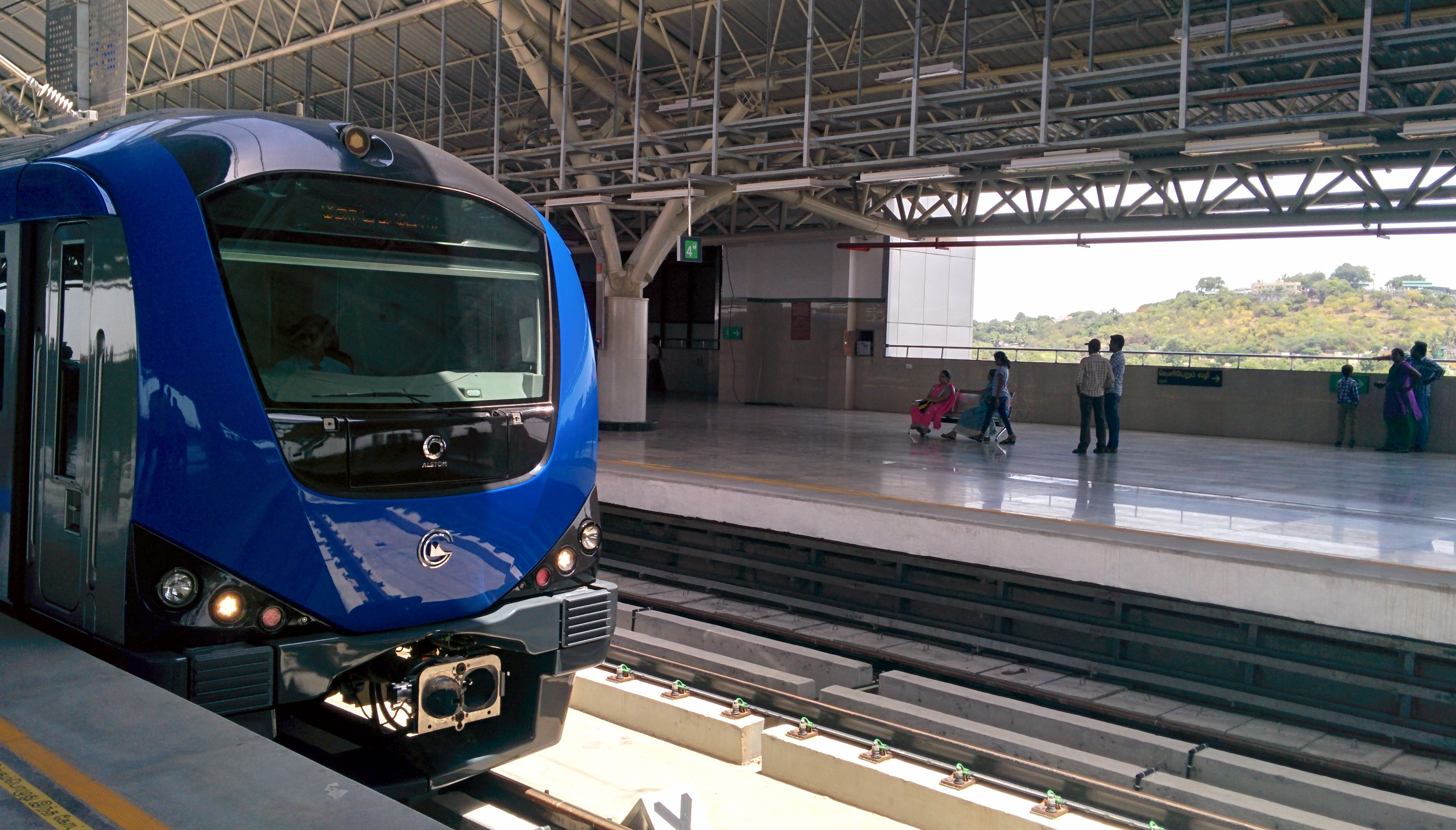
Метрополітен Ченнаї, Індія
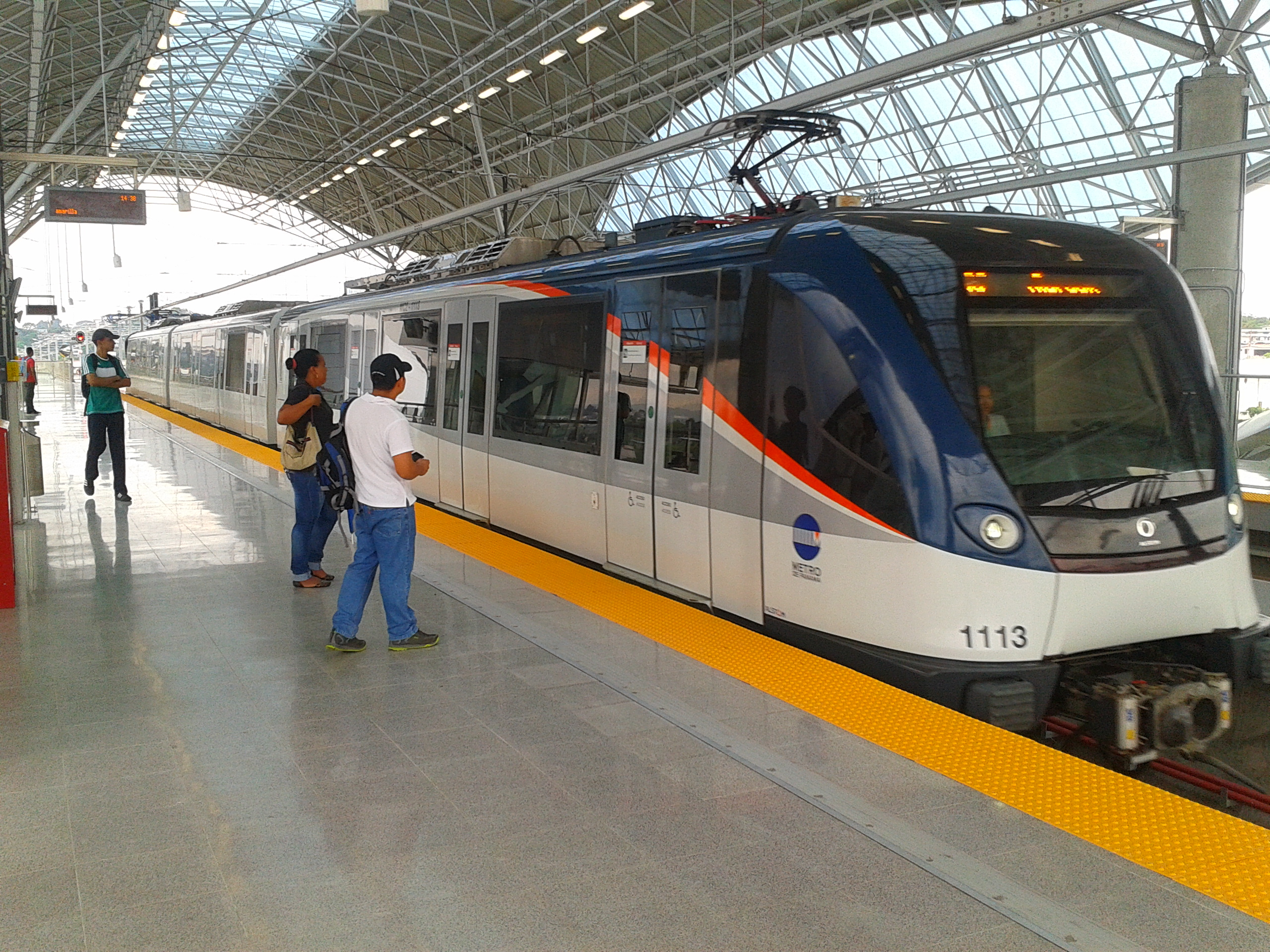
Зроблений на замовлення поїзд Alstom Metropolis у панамському метро на основі Barcelona Metro 9000 Series

## Держави та мережі, що використовують Alstom Metropolis
| Держава                                       | Мережа                             | Модель                             | Фото                               | Кіл-сть вагонів                    | Рік постачання                     | Примітки                           |
| Стандартні потяги серії Metropolis            | Стандартні потяги серії Metropolis | Стандартні потяги серії Metropolis | Стандартні потяги серії Metropolis | Стандартні потяги серії Metropolis | Стандартні потяги серії Metropolis | Стандартні потяги серії Metropolis |
| --------------------------------------------- | ---------------------------------- | ---------------------------------- | ---------------------------------- | ---------------------------------- | ---------------------------------- | ---------------------------------- |
| Саудівська Аравія                             | Метрополітен Ер-Ріяду              |                                    |                                    | 138                                | до 2018                            | [ 2 ]                              |
| Аргентина                                     | Метрополітен Буенос-Айреса         |                                    |                                    | 80                                 | 1999                               | [ 3 ]                              |
| Бразилія                                      | Метрополітен Сан-Паулу             | 5700                               |                                    | 48                                 | 2000                               | [ 3 ]                              |
| Бразилія                                      | Метрополітен Бразиліа              |                                    |                                    | 48                                 | з 2010                             | [ 4 ] [ 5 ]                        |
| Бразилія                                      | SuperVia                           |                                    |                                    | 80                                 |                                    | [ 6 ]                              |
| Чилі                                          | Метрополітен Сантьяго              | AS02                               |                                    | 180+26                             | 2005-2007, до 2014                 | [ 7 ] [ 8 ]                        |
| Китай                                         | Нанкінський метрополітен           |                                    |                                    | 456                                |                                    | [ 9 ]                              |
| Китай                                         | Шанхайський метрополітен           |                                    |                                    | понад 1500                         | з 2002                             | [ 7 ] [ 10 ] [ 11 ]                |
| Китай                                         | Шанхайський метрополітен           |                                    |                                    | понад 1500                         | з 2002                             | [ 7 ] [ 10 ] [ 11 ]                |
| Китай                                         | Шанхайський метрополітен           |                                    |                                    | понад 1500                         | з 2002                             | [ 7 ] [ 10 ] [ 11 ]                |
| Домініканська Республіка                      | Метрополітен Санто-Домінго         | 9000                               |                                    | 57+45                              | з 2008                             | [ 12 ] [ 13 ]                      |
| Іспанія                                       | Барселонський метрополітен         | 9000                               |                                    | 40                                 | 2004                               | [ 14 ]                             |
| Нідерланди                                    | Амстердамський метрополітен        | M5                                 |                                    | 23+5                               | 2013                               | [ 15 ]                             |
| Індія                                         | Метрополітен Ченнаї                |                                    |                                    | 168                                | до 2015                            | [ 16 ]                             |
| Панама                                        | Панамський метрополітен            |                                    |                                    | 57                                 | 2013                               | [ 13 ] [ 17 ]                      |
| Перу                                          | Метрополітен Ліми                  | 9000                               |                                    | 95                                 | 2013                               | [ 18 ] [ 19 ] [ 20 ]               |
| Польща                                        | Варшавський метрополітен           | 98B                                |                                    | 108                                | 2000-2002, 2004-2005               | [ 21 ]                             |
| Сінгапур                                      | Сінгапурське метро                 | C751A                              |                                    | 150                                | 1998-2003                          | [ 3 ] [ 22 ]                       |
| Сінгапур                                      | Сінгапурське метро                 | C830                               |                                    | 120                                | 2009-2011                          | [ 22 ]                             |
| Сінгапур                                      | Сінгапурське метро                 |                                    |                                    | 108                                | 2015                               | [ 23 ]                             |
| Сінгапур                                      | Сінгапурське метро                 |                                    |                                    | 62                                 | 2015                               | [ 23 ]                             |
| Туреччина                                     | Стамбульський метрополітен         |                                    |                                    |                                    | 2000                               | [ 24 ]                             |
| Венесуела                                     | Метрополітен Каракаса              |                                    |                                    | 132                                | до 2015                            | [ 25 ]                             |
| Угорщина                                      | Будапештський метрополітен         | AM5-M2                             |                                    | 110                                | 2009                               | [ 7 ] [ 26 ]                       |
| Угорщина                                      | Будапештський метрополітен         | AM4-M4                             | 60                                 |                                    | 2009                               | [ 7 ] [ 26 ]                       |
| ОАЕ                                           | Дубайський метрополітен            |                                    |                                    | 0 з 250                            |                                    | [ 27 ]                             |
| Потяги виготовлені за спеціальним замовленням |                                    |                                    |                                    |                                    |                                    |                                    |
| Австралія                                     | Сіднейський метрополітен           |                                    |                                    | 132                                | до 2019                            | [ 28 ]                             |
| Чилі                                          | Метрополітен Сантьяго              | NS04                               |                                    | 85                                 | до 2014                            | [ 8 ]                              |
| Єгипет                                        | Каїрський метрополітен             |                                    |                                    |                                    |                                    | [ 29 ]                             |
| Франція                                       | Паризький метрополітен             | MF2000                             |                                    | 66 потягів                         | 2011                               | [ 30 ]                             |
| Франція                                       | Паризький метрополітен             | MP05                               |                                    | 49+14                              | 2005-2013, 2014-2015               | [ 31 ]                             |
| Франція                                       | Метрополітен Лілля                 |                                    |                                    | 27 потягів                         |                                    | [ 32 ]                             |
| Франція                                       | Ліонський метрополітен             |                                    |                                    |                                    |                                    | [ 29 ]                             |
| Франція                                       | Марсельський метрополітен          |                                    |                                    |                                    |                                    | [ 29 ]                             |
| Франція                                       | Метрополітен Тулузи                |                                    |                                    |                                    |                                    | [ 29 ]                             |
| Китай                                         | Гонконзький метрополітен           |                                    |                                    |                                    |                                    | [ 29 ]                             |
| Іспанія                                       | Мадридський метрополітен           |                                    |                                    |                                    |                                    | [ 29 ]                             |
| Іспанія                                       | Метрополітен Валенсії              |                                    |                                    |                                    |                                    | [ 29 ]                             |
| Канада                                        | Метрополітен Монреаля              |                                    |                                    |                                    |                                    | [ 29 ]                             |
| Мексика                                       | Метрополітен Мехіко                |                                    |                                    |                                    |                                    | [ 29 ]                             |
| Німеччина                                     | Гамбурзький метрополітен           |                                    |                                    |                                    |                                    | [ 29 ]                             |
| Швейцарія                                     | Лозаннський метрополітен           | MP89                               |                                    | 30                                 | 2006?                              | [ 33 ]                             |
| Тайвань                                       | Тайбейський метрополітен           |                                    |                                    |                                    |                                    | [ 29 ]                             |
| США                                           | Нью-Йоркський метрополітен         | R160                               |                                    | 1002                               | 2002, 2007, 2008                   | [ 34 ]                             |
| США                                           | Вашингтонський метрополітен        |                                    |                                    |                                    |                                    | [ 29 ]                             |
| США                                           | Чиказький метрополітен             |                                    |                                    |                                    |                                    | [ 29 ]                             |
| США                                           | Метрополітен Атланти               |                                    |                                    |                                    |                                    | [ 29 ]                             |
| США                                           | Метрополітен Затоки Сан-Франциско  |                                    |                                    |                                    |                                    | [ 29 ]                             |
| Велика Британія                               | Лондонський метрополітен           |                                    |                                    |                                    |                                    | [ 29 ]                             |